# Катастрофа J-7 в Дакке

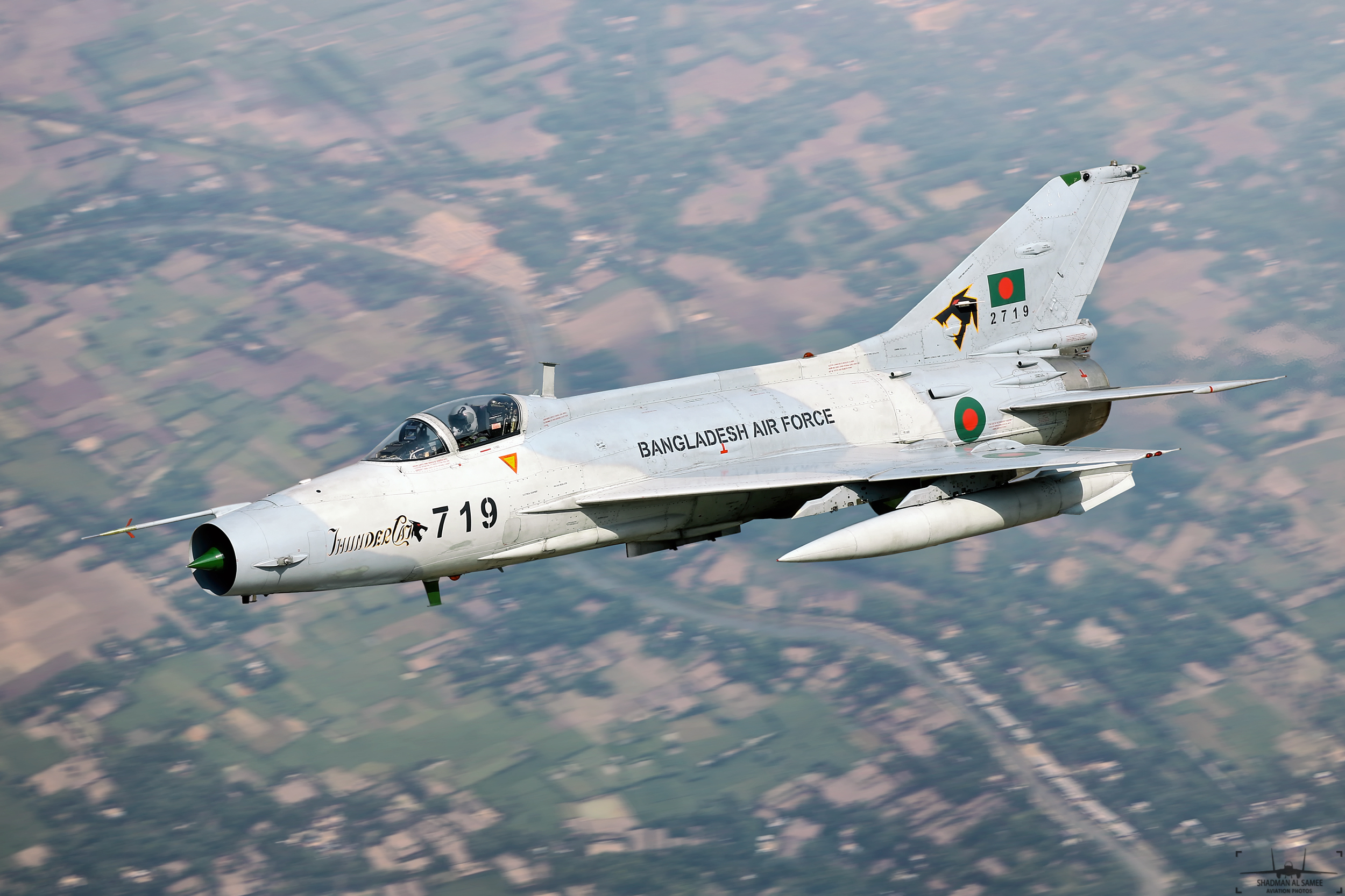
Самолет F-7BGI ВВС Бангладеш, аналогичный разбившемуся

Крушение самолёта J-7 в Дакке — катастрофа, произошедшая в понедельник 21 июля 2025 года. В результате крушения самолёта FT-7BGI ВВС Бангладеш на колледж Майлстоун в Дакке погибло не менее 35 человек (в основном дети), около 170 человек пострадали.

## Катастрофа
Учебный самолёт F-7BGI ВВС Бангладеш вылетел с военной базы. Вскоре после взлёта у самолёта, предположительно, возникли технические неполадки. Пилот не смог восстановить контроль над воздушным судном, ему приказали катапультироваться, но из-за малой высоты катапультирование было невозможно. Пилот попытался направить самолёт в сторону открытого пространства, но безуспешно.
Самолёт упал на здание колледжа Майлстоун в Дакке.
Катастрофа произошла незадолго до школьных каникул, когда занятия ещё продолжались. Самолёт врезался в крышу семиэтажного корпуса № 7, а затем в здание, в котором находились сотни учеников. После крушения в здании начался пожар. В результате катастрофы погибло не менее 31 человека, включая по меньшей мере 25 детей. 171 человек с ожогами и различными травмами были спасены из горящего здания колледжа.

## Расследование
Утверждается, что катастрофа вызвана технической неисправностью и что пилот пытался отвести самолет от жилого района. Создан комитет по расследованию катастрофы.

## Последствия
В Бангладеш был объявлен общенациональный траур. Выпускные экзамены в средней школе, назначенные на 22 и 24 июля, были перенесены по всей стране.
22 июля в стране прошли студенческие протесты, для разгона которых полиция применила слезоточивый газ. Демонстранты требовали уточнить информацию о погибших и пострадавших, вывести из эксплуатации старые и опасные, по их словам, самолёты, а также изменить порядок подготовки лётчиков.
Министерства иностранных дел, мировые лидеры и посольства ряда стран, включая Азербайджан, Китай, Индию, Японию, ОАЭ, США, Турцию и Ватикан, выразили соболезнования в связи с трагедией.
Власти Индии и Сингапура направили в Дакку медиков.